# Vista clara

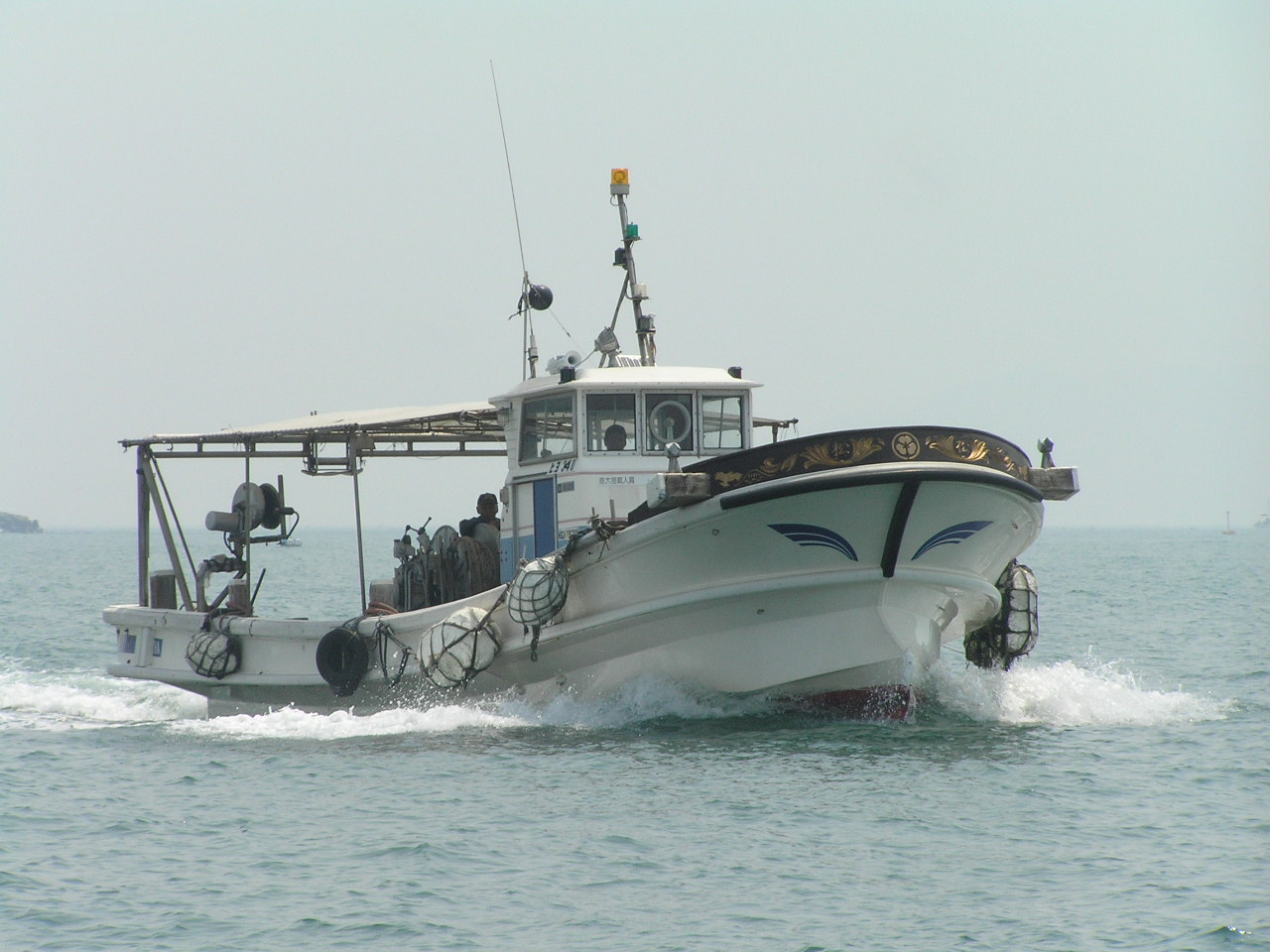
Dispositivo vista clara en la timonera de un pesquero.

Vista clara es un vidrio circular que se instala en el parabrisas frontal de la timonera que movido por un motor eléctrico gira a gran velocidad. 
El agua de lluvia o de mar es centrifugada generando un sector de buena visibilidad hacia proa durante los períodos de mal tiempo.
- Datos: Q1790086
- Multimedia: Clear view screens / Q1790086